# Journal of Visualized Experiments

Journal of Visualized Experiments(JoVE)は2006年10月に創刊されたウェブ基盤の査読付き学術誌である。医学、生物学の研究で用いられる実験手技を網羅したビデオジャーナルである。月刊80本のビデオを掲載する。 論文投稿者のもとには撮影クルーが派遣され、主な実験手技を撮影する。また、論文に対してのコメント投稿が可能である。現在以下のようなセクションがある。 Biology, Neuroscience, Immunology and Infection, Medicine, Bioengineering, Engineering, Chemistry, Behavior, Environment, and Science Education.

## 参照
1. ↑  "Online videos catch on." The Scientist. August 22, 2007.